# Мишхич
Мишхи́ч (кабард.-черк. Мыщхъыдж) — река в республике Кабардино-Балкария. Протекает вдоль юго-восточной окраины городского округа Нальчик и территории Чегемского района. Площадь водосборного бассейна — 23,4 км².

## География
Река берёт своё начало у северо-восточного подножья горы Нартана и течёт вниз по северному склону одноимённого хребта, являющегося отрогом Лесистого хребта. У северной окраины дачного поселения Фазан, в реку впадает правый приток — Пхатляпса. К югу от села Нартан принимает свой крупнейший левый приток — Ишихеу. Ниже в Мишхидж впадает правый приток — Кодакой и далее река течёт по канализированному руслу на северо-восток. В низовье русло реки вновь становится естественным и к востоку от села Нартан, впадает в Нальчик.
Из-за строительства в 1960-х годах мелиоративных каналов у северного подножья Лесистого хребта, низовье реки ныне фактически обмелело.
Вдоль долины реки расположены дачные поселения — Нальчик, Кондитер, Коммунальник, Нартхаса, Домстроитель и Фазан. В своём среднем течении образует административную границу между городским округ Нальчик и Черекским районом, а также между Черекским и Чегемским районами.

## Данные водного реестра
По данным государственного водного реестра России относится к Западно-Каспийскому бассейновому округу, водохозяйственный участок реки — Терек от впадения реки Урух до впадения реки Малка. Речной бассейн реки — Реки бассейна Каспийского моря междуречья Терека и Волги.
Код объекта в государственном водном реестре — 07020000612108200005107.